# 保福寺站
保福寺站位于中国北京市海淀区北四环中路与规划财经学院东侧路交叉口附近，是北京地铁18号线的在建车站。

## 历史
2021年1月8日，京投公司所属北京市轨道交通建设管理有限公司通过北京市公共资源交易服务平台，向社会各界就保福寺站土建工程发起招标。
目前该车站由中国中铁建工集团承建。
该车站为北京地铁13号线扩能运营工程的一部分，属于工程中13A线的增建车站之一。由于13A线已经被正式定名为18号线，该车站建成时将成为北京地铁18号线的沿途车站。

## 车站名称
2025年3月20日，北京市规划和自然资源委员会公布13号线扩能提升工程命名预案，拟将本站命名为保福寺站。8月18日，北京市规划和自然资源委员会发布地名公告，将本站正式命名为保福寺站。该站位于北四环中路与原京包铁路交叉处的展春桥南侧（因东侧另有展春二桥，展春桥也被称为展春一桥），但并未以该桥梁命名。